# Little-Mulgrave-Nationalpark
Der Little-Mulgrave-Nationalpark (englisch Little Mulgrave National Park) ist ein 109 Quadratkilometer großer Nationalpark in Queensland, Australien. Er ist Teil des UNESCO-Weltnaturerbe Wet Tropics of Queensland. Benannt ist er nach dem Mulgrave River und dessen Nebenfluss der Little Mulgrave River an dessen Nordufer sich der Park befindet.

## Lage
Der Park liegt in der Region North Queensland etwa 260 Kilometer nördlich von Townsville und 22 Kilometer südlich von Cairns. Die nächstgelegene Stadt ist Gordonvale, von hier erreicht man den Park über den Gillies Highway Richtung Atherton. Unmittelbar nach dem Ort verläuft der Highway auf 8 Kilometern entlang der südlichen Parkgrenze. Nach dem kleinen Ort Little Mulgrave verläuft der Highway auf etwa 5 Kilometern durch den Nationalpark. Dort gibt es keine Besuchereinrichtungen.
In der Nachbarschaft liegen die Nationalparks Dinden, Wooroonooran, Gadgarra, Grey Peaks und Danbulla.

## Flora und Fauna
Der Park schützt primären, tropischen Regenwald der entlang der östlichen Kante der Hochebene der Atherton Tablelands gedeiht. Er reicht von 50 Meter über dem Meeresspiegel, in der Nähe des Ortes Little Mulgrave im küstennahen Flachland, bis auf über 1000 Meter am Fuß des Mount Haig. Die tropische Vegetation beheimatet eine Vielzahl von Tieren, es wurden über 52 verschiedene Vogelarten beobachtet, darunter die gefährdeten Queenslandsalangane (Aerodramus terraereginae), der Diadem-Maskenzwergpapageien (Cyclopsitta diophthalma macleayana) und Helmkasuare (Casuarius casuarius johnsonii).
Noch wichtiger ist das Gebiet für zahlreiche Amphibien, wie den vom Aussterben bedrohten Australian Lace-lid (Nyctimystes dayi), den Tapping green eyed Frog (Litoria serrata), den Waterfall Frog (Litoria nannotis), den Common Mistfrog (Litoria rheocola) und den Sharp Snouted Day Frog (Taudactylus acutirostris) der von einigen Stellen bereits als ausgestorben angesehen wird.